# 小林彌六
小林 彌六（こばやし やろく、1933年 - ）は、日本の経済学者。専門は、現代資本主義論、現代社会主義論、新従属理論。

## 略歴
長野県上伊那郡辰野町出身。長野県諏訪清陵高等学校を経て、1956年東京大学経済学部卒業、1961年同大学大学院経済学研究科修了。1966年東京教育大学（現・筑波大学）非常勤講師。1969年立正大学経済学部教授、法政大学経済学部非常勤講師。1974年筑波大学社会科学系助教授を経て、同大学教授。退官後、同大学名誉教授、明海大学経済学部教授、国際地球環境大学客員教授、和光大学講師。

## 著書

### 単著
- 『経済学批判体系の生成』御茶の水書房 1967年
- 『流通形態論の研究』青木書店 1969年
- 『価値論と転形論争』御茶の水書房 1977年
- 『経済原論』御茶の水書房 1978年
- 『現代資本主義分析』御茶の水書房 1979年、1980年
- 『資本主義と社会主義』御茶の水書房 1981年
- 『新生日本への道』御茶の水書房 1992年
- 『新ユートピア経済学』たま 1993年
- 『友愛主義宣言』たま 1995年
- 『聖徳太子に学べ』ごま書房 1998年
- 『二十一世紀の新経済学』文芸社 1999年
- 『公と私の思想史』東京大学出版会 2001年
- 『公と私の社会科学』東京大学出版会 2001年
- 『新しい経済学と世界観』春風社 2001年
- 『いま、聖徳太子の知恵が未曾有の国難を救う』ごま書房 2002年

### 共著
- 『アクエリアス革命』たま 1988年
- 『いま、なぜ世代継承性なのか』將来世代国際財団 京都フォーラム 1998年
- 『比較思想史的脈絡から見た公私問題』將来世代研究所 京都フォーラム 2000年

## 参照
- 「長野県人物・人材情報リスト」日外アソシエーツ 2019年